# Список глав правительства Эфиопии
Список глав правительства Эфиопии включает лиц, возглавлявших правительство Эфиопии со времени создания в 1909 году поста главного министра Эфиопской империи.
В настоящее время правительство страны возглавляет Премьер-министр Федеративной Демократической Республики Эфиопия (амх. የኢትዮጵያ ፌዴራላዊ ዲሞክራሲያዊ ሪፐብሊክ ጠቅላይ ሚኒስትር), чьё положение в системе государственной власти определяет конституция, принятая в 1995 году. Посвящённые исполнительной власти с 72 по 77 статьи устанавливают, что премьер-министра назначает президент и поручает сформировать Совет министров. Глава правительства председательствует на заседаниях кабинета министров, координирует и контролирует его деятельность, распределяет задачи между министрами. Премьер-министр также составляет годовую программу деятельности правительства и представляет её на утверждение Палате народных представителей.
Использованная в первом столбце таблиц нумерация является условной; также условным является использование в первом столбце цветовой заливки, служащей для упрощения восприятия принадлежности лиц к различным политическим силам без необходимости обращения к столбцу, отражающему партийную принадлежность. Наряду с партийной принадлежностью, в столбце «Партия» также отражён беспартийный статус персоналий. В столбце «Выборы» отражены состоявшиеся выборные процедуры, сформировавшие состав парламента, утвердившего состав правительства или поддержавшего его. Для удобства список разделён на принятые в историографии периоды истории страны. Приведённые в преамбулах к каждому из разделов описания этих периодов призваны пояснить особенности её политической жизни.

## Эфиопская империя (1909—1974)
Пост главного министра как главы правительства Эфиопской империи был учреждён в 1909 году. В ходе Первой мировой войны император Иясу V, несмотря на нейтралитет Эфиопии, проводил курс на сближение с Германией и Османской империей, из-за чего в 1916 году был свергнут своей тёткой Зоудиту Менелик. Регентом и фактическим правителем страны был рас Тэфэри Мэконнын, ставший в 1927 году главным министром и сменивший Зоудиту в 1930 году, короновавшись под именем Хайле Селассие I. В 1931 году была принята конституция, в соответствии с которой была введена должность премьер-министра (фактически, таковыми являлись с 1942 года). В 1936 году Хайле Селассие I не сумел отразить вторжение итальянских войск в Эфиопию, и в итоге страна была включена в состав колонии Итальянская Восточная Африка, а император спасся бегством. В апреле 1941 года партизаны при поддержке британских войск освободили Аддис-Абебу и к концу года изгнали итальянцев из Эфиопии. Однако власть императора над всеми регионами страны была восстановлена лишь к 1949 году. После восстановления эфиопского суверенитета правительство столкнулось с рядом проблем: сохранение феодализма, политическое бесправие граждан, коррупция правящих кругов. В марте 1974 года в Аддис-Абебе прошла всеобщая забастовка. В июне создан коллегиальный орган государственной власти — Координационный комитет, вооружённых сил, полиции и территориальной армии во главе с майором Менгисту Хайле Мариамом. 12 сентября вследствие революции Хайле Селассие I был свергнут, а власть перешла к Временному военному административному совету, упразднившему должность премьер-министра и провозгласившему создание Социалистической Эфиопии.
|                                                                    | Портрет | Имя (годы жизни)                                                                                       | Полномочия     | Полномочия       | Партия       | Наименование должности            | Пр.           |
| Начало                                                             | Портрет | Имя (годы жизни)                                                                                       | Окончание      |                  | Партия       | Наименование должности            | Пр.           |
| ------------------------------------------------------------------ | ------- | --- | -------------- | ---------------- | ------------ | --------------------------------- | ------------- |
| 1                                                                  |         | Хабте Гийоргис Динагде (1851—1926) амх. ሀብተ ጊዮርጊስ ዲነግዴ                                                 | 1909           | 12 декабря 1926  | беспартийный | Главный министр амх. ዋና ተጠሪ ሚኒስትር | [ 3 ]         |
| 2                                                                  |         | Тэфэри Мэконнын (1892—1975) амх. ተፈሪ መኮንን (со 2 апреля 1930 года — Хайле Селассие I амх. ቀዳማዊ ኀይለ ሥላሴ) | 1927           | 1 мая 1936       | беспартийный | Главный министр амх. ዋና ተጠሪ ሚኒስትር | [ 4 ] [ 5 ]   |
| 3                                                                  |         | Уольдэ Цаддик (1868—?) амх. ወልደ ጻድቅ                                                                    | 1 мая 1936     | 14 мая 1942      | беспартийный | Главный министр амх. ዋና ተጠሪ ሚኒስትር |               |
| 4                                                                  |         | Мэконнын Эндалькачоу (1890—1963) амх. መኮንን እንዳልካቸው                                                     | 14 мая 1942    | 1 ноября 1957    | беспартийный | Премьер-министр амх. ጠቅላይ ሚኒስትር   | [ 6 ] [ 7 ]   |
| 5                                                                  |         | Абебе Арегаи (1903—1960) амх. አበበ አረጋይ                                                                 | 27 ноября 1957 | 17 декабря 1960  | беспартийный | Премьер-министр амх. ጠቅላይ ሚኒስትር   | [ 8 ] [ 9 ]   |
| С 17 декабря 1960 года по 17 апреля 1961 года — должность вакантна |         | |                |                  |              |                                   |               |
| 6                                                                  |         | Аклилу Хабте-Уольдэ (1912—1974) амх. አክሊሉ ሀብተ ወልድ                                                      | 17 апреля 1961 | 1 марта 1974     | беспартийный | Премьер-министр амх. ጠቅላይ ሚኒስትር   | [ 10 ] [ 11 ] |
| 7                                                                  |         | Эндалькачоу Мэконнын (1927—1974) амх. እንዳልካቸው መኮንን                                                     | 1 марта 1974   | 22 июля 1974     | беспартийный | Премьер-министр амх. ጠቅላይ ሚኒስትር   | [ 12 ]        |
| 8                                                                  |         | Микаэль Имру (1929—2008) амх. ሚካኤል እምሩ                                                                 | 3 августа 1974 | 12 сентября 1974 | беспартийный | Премьер-министр амх. ጠቅላይ ሚኒስትር   | [ 12 ]        |

## Народно-Демократическая Республика Эфиопия (1987—1991)
10 сентября 1987 года в соответствии с конституцией Временный военный административный совет был упразднён, сформировано правительство во главе с премьер-министром, а название страны изменено на Народно-Демократическую Республику Эфиопия (амх. የኢትዮጵያ ሕዝባዊ ዲሞክራሲያዊ ሪፐብሊክ). В конце 1980-х годов в стране ухудшилось социально-экономическое положение. Радикальные реформы в аграрной сфере, коррупция правящих кругов и идеологизация общественной жизни оборачивались ростом недовольства населения. В марте 1990 года было объявлено о переходе к рыночной экономике и либерализации общества. Кульминацией гражданской войны, длившейся с ликвидации монархии в 1974 году, стало свержение Менгисту Хайле Мариама в мае 1991 года и временного премьер-министра Тесфайе Динки в июне; власть перешла к оппозиции — Революционно-демократическому фронту эфиопских народов, упразднившему Народно-Демократическую Республику.
|        | Портрет | Имя (годы жизни)                                       | Полномочия       | Полномочия     | Партия                 | Пр.           |
| Начало | Портрет | Имя (годы жизни)                                       | Окончание        |                | Партия                 | Пр.           |
| ------ | ------- | ------------------------------------------------------ | ---------------- | -------------- | ---------------------- | ------------- |
| 9      |         | Фыкре Селассие Вогдерес (1945—2020) амх. ፍቅረ ሥላሴ ወግደረስ | 10 сентября 1987 | 8 ноября 1989  | Рабочая партия Эфиопии | [ 13 ] [ 12 ] |
| и. о.  |         | Хайлу Йимену (?—1991) амх. ሃይሉ ይመኑ                     | 8 ноября 1989    | 26 апреля 1991 | Рабочая партия Эфиопии | [ 12 ]        |
| и. о.  |         | Тесфайе Динка (1939—2016) амх. ተስፋዬ ድንካ                | 26 апреля 1991   | 6 июня 1991    | Рабочая партия Эфиопии | [ 12 ]        |

## Переходное правительство Эфиопии (1991—1995)
Гражданская война в Эфиопии, длившаяся с ликвидации монархии в 1974 году, завершилась свержением Менгисту Хайле Мариама в мае 1991 года и временного премьер-министра Тесфайе Динки в июне; власть перешла к оппозиции — Революционно-демократическому фронту эфиопских народов (РДФЭН), упразднившему Народно-Демократическую Республику. 23 июля было сформировано Переходное правительство Эфиопии (амх. የኢትዮጵያ ሽግግር መንግሥት), президентом которого стал председатель РДФЭН Мелес Зенауи Асрес. Была проведена реформа административно-территориального устройства — страна была поделена на 9 штатов на этнической основе. В 1993 году по результатам референдума от Эфиопии была отделена Эритрея. 22 августа 1995 года переходное правительство было упразднено, название страны изменено на «Федеративную Демократическую Республику Эфиопия».
|        | Портрет      | Имя (годы жизни)                    | Полномочия      | Полномочия   | Партия                                         | Пр.           |
| Начало | Портрет      | Имя (годы жизни)                    | Окончание       |              | Партия                                         | Пр.           |
| ------ | ------------ | ----------------------------------- | --------------- | ------------ | ---------------------------------------------- | ------------- |
| и. о.  |              | Тамират Лайне (1955—) амх. ታምራት ላይኔ | 6 июня 1991     | 29 июля 1991 | Амхарское национально-демократическое движение | [ 14 ] [ 12 ] |
| 10     | 29 июля 1991 | Тамират Лайне (1955—) амх. ታምራት ላይኔ | 22 августа 1995 |              | Амхарское национально-демократическое движение | [ 14 ] [ 12 ] |

## Федеративная Демократическая Республика Эфиопия (с 1995)
22 августа 1995 года в соответствии с конституцией переходное правительство было упразднено, а название страны изменено на Федеративную Демократическую Республику Эфиопия (амх. የኢትዮጵያ ፌደራላዊ ዴሞክራሲያዊ ሪፐብሊክ).
|           | Портрет          | Имя (годы жизни)                                 | Полномочия      | Полномочия         | Партия                             | Выборы                                                                  | Пр.           |
| Начало    | Портрет          | Имя (годы жизни)                                 | Окончание       |                    | Партия                             | Выборы                                                                  | Пр.           |
| --------- | ---------------- | ------------------------------------------------ | --------------- | ------------------ | ---------------------------------- | ----------------------------------------------------------------------- | ------------- |
| 11 (I—IV) |                  | Мелес Зенауи Асрес (1955—2012) амх. መለስ ዜናዊ ኣስረስ | 23 августа 1995 | 9 октября 2000     | Народный фронт освобождения Тыграя | 1995                                                                    | [ 15 ] [ 16 ] |
| 11 (I—IV) | 9 октября 2000   | Мелес Зенауи Асрес (1955—2012) амх. መለስ ዜናዊ ኣስረስ | 10 октября 2005 | 2000               | Народный фронт освобождения Тыграя |                                                                         | [ 15 ] [ 16 ] |
| 11 (I—IV) | 10 октября 2005  | Мелес Зенауи Асрес (1955—2012) амх. መለስ ዜናዊ ኣስረስ | 4 октября 2010  | 2005               | Народный фронт освобождения Тыграя |                                                                         | [ 15 ] [ 16 ] |
| 11 (I—IV) | 4 октября 2010   | Мелес Зенауи Асрес (1955—2012) амх. መለስ ዜናዊ ኣስረስ | 20 августа 2012 | 2010               | Народный фронт освобождения Тыграя |                                                                         | [ 15 ] [ 16 ] |
| и. о.     |                  | Хайлемариам Десалень (1965—) амх. ኃይለማሪያም ደሳለኝ   | 20 августа 2012 | 2010               | 21 сентября 2012                   | Южноэфиопское народно-демократическое движение                          | [ 17 ] [ 18 ] |
| 12 (I—II) | 21 сентября 2012 | Хайлемариам Десалень (1965—) амх. ኃይለማሪያም ደሳለኝ   | 5 октября 2015  | 2010               |                                    | Южноэфиопское народно-демократическое движение                          | [ 17 ] [ 18 ] |
| 12 (I—II) | 5 октября 2015   | Хайлемариам Десалень (1965—) амх. ኃይለማሪያም ደሳለኝ   | 2 апреля 2018   | 2015               |                                    | Южноэфиопское народно-демократическое движение                          | [ 17 ] [ 18 ] |
| 13 (I—II) |                  | Абий Ахмед Али (1976—) амх. አብይ አህመድ አሊ          | 2 апреля 2018   | 2015               | 4 октября 2021                     | Демократическая организация народа оромо → Демократическая партия оромо | [ 19 ] [ 20 ] |
|           | 4 октября 2021   | Абий Ахмед Али (1976—) амх. አብይ አህመድ አሊ          | действующий     | Партия процветания | 2021                               |                                                                         | [ 19 ] [ 20 ] |